# Luftstreitkräfte der Republik Polen
Die Luftstreitkräfte der Republik Polen (polnisch Siły Powietrzne Rzeczypospolitej Polskiej) sind eine Teilstreitkraft der Polnischen Streitkräfte.

## Geschichte
Die Luftstreitkräfte der Republik Polen entstanden 1919 aus Luftgeschwadern der Blauen Armee, dem in Russland auf Seiten der Weißen Armee gegründeten Luftgeschwader des Naczelny Polski Komitet Wojskowy (Oberstes Polnisches Militärkomitee) und den in Polen seit 1918 aufgestellten Luftgeschwadern. Ab 1930 wurde die PZL P.7, ein von PZL in Warschau gebautes Jagdflugzeug eingeführt. Die polnischen Luftstreitkräfte waren damit die erste Luftwaffe, die komplett mit Ganzmetalljägern ausgestattet war.
1954 wurde die Luftwaffe mit den Luftverteidigungskräften zusammengeschlossen (Wojska Lotnicze i Obrony Przeciwlotniczej Obszaru Kraju – WLiOPL OK). 1962 wurde die WLiOPL OK wieder in Luftwaffe (Wojska Lotnicze) und Luftverteidigungskräfte (Wojska Obrony Powietrznej Kraju) geteilt. Am 1. Juli 1990 wurden die Truppengattungen wieder als Luftwaffe und Luftverteidigung der Republik Polen (Wojska Lotnicze i Obrony Powietrznej Rzeczypospolitej Polskiej - WLOP RP) zusammengeführt.
Seit 1. Juli 2004 lautet die amtliche Bezeichnung Luftstreitkräfte der Republik Polen (Siły Powietrzne Rzeczypospolitej Polskiej).

### Zweiter Weltkrieg
Überfall auf Polen
Während des Überfalls auf Polen besaß die polnische Luftwaffe folgende 392 (Stand 1. September 1939) kampffähige Flugzeuge:
- 128 veraltete Jagdflugzeuge PZL P-11c und 30 PZL P-7 (letzteres mit geringen Kampfwert)
- 114 leichte Bomber PZL P-23B Karaś (Karausche) – mit Ju 87 A grob vergleichbar
- 36 PZL P-37 Łoś (Elch) – einziges modernes Kampfflugzeug der polnischen Luftwaffe
- 84 Aufklärungsflugzeuge (35 RWD-14 Czapla (Reiher) und 49 R-XIII)

Weitere Flugzeuge waren praktisch ohne militärischen Wert und dienten für die Schulung und Aufklärung.
Bei den Kämpfen vom 1. September 1939 bis zum 17. September 1939 schossen die polnischen Jagd- und Flakeinheiten gemeinsam ca. 250 deutsche Flugzeuge ab. Dabei verlor die polnische Luftwaffe fast alle Jagdflugzeuge. Die Bombereinheiten griffen die deutschen Panzertruppen bis zum 10. September 1939 an. Etwa 80 % aller Bomber gingen verloren. Am 17. September 1939 (sowjetischer Überfall auf Polen) erhielt die polnische Luftwaffe den Befehl, nach Rumänien auszufliegen. Nur ca. 80 Flugzeugen (davon 19 P-37 Łoś) gelang dies. Später benutzte die rumänische Luftwaffe die polnischen PZL P-37 Łoś im Krieg gegen die Sowjetunion.
Polnische Luftstreitkräfte im Westen
Von den Piloten, die ihre Flugzeuge nach Rumänien ausgeflogen hatten, gelangten einige nach England. Sie wurden auf der Basis eines Militärabkommens zwischen der polnischen Exilregierung und der britischen Regierung am 2. August 1940 in Großbritannien aufgestellt. Im weiteren Verlauf des Zweiten Weltkrieges erwiesen sich die Piloten der Polnischen Streitkräfte im Westen (als Teil der Royal Air Force) als effektiv, so hatten die polnischen Piloten (5 %) etwa 12 % der Abschüsse zu verzeichnen. Das bekannteste Geschwader war die Dywizjon 303.

### Luftstreitkräfte der Polnischen Volksarmee
Nach dem Zweiten Weltkrieg wurde in Polen eine Moskau treue Polnische Volksarmee aufgebaut; Polen wurde Mitglied im Warschauer Pakt. Erst unter dem seit 1949 amtierenden polnischen Verteidigungsminister Konstantin Rokossowski, einem polnischstämmigen Sowjet-Marschall, wurden die polnischen Luftstreitkräfte wieder eine eigene Teilstreitkraft. Polen übernahm weitgehend die Standardflugzeuge aus sowjetischer Produktion, Eigenkonstruktionen wie die PZL TS-11 Iskra blieben die Ausnahme.
Standardflugzeug der Luftstreitkräfte wurde ab 1963 die MiG-21 (MiG-21F-13, MiG-21PF und MF sowie MiG-21bis). Ab 1979 verfügten die polnischen Luftstreitkräfte über 37 MiG-23 und seit 1989 auch über 12 MiG-29.

### Luftstreitkräfte nach 1989
Nach dem Ende des Warschauer Pakts wurden die Luftstreitkräfte (unter der Bezeichnung Wojska Lotnicze i Obrony Powietrznej) reorganisiert und Teile des veralteten Fluggeräts verschrottet. Trotzdem stammen auch heute noch große Teile des Fluggeräts aus sowjetischer Produktion. Auf dem NATO-Gipfel in Madrid 1997 wurde Polen ein NATO-Beitritt angeboten. Seit dem 12. März 1999 ist Polen NATO-Mitglied. Bis 2004 übernahmen die polnischen Luftstreitkräfte insgesamt 23 MiG-29 der Luftwaffe der Bundeswehr. Ab 2003 erwarb Polen im Rahmen eines Kompensationsgeschäftes mit den USA
48 F-16-Kampfflugzeuge. Die Ausmusterung der noch vorhandenen Su-22-Bomber ist geplant. Im Dezember 2003 stürzte ein Regierungshubschrauber vom Typ Mil Mi-8 ab, wobei Ministerpräsident Leszek Miller verletzt überlebte.
Am 10. April 2010 stürzte ein Passagierflugzeug der polnischen Luftstreitkräfte vom Typ Tupolew Tu-154M beim Landeanflug auf Smolensk im dichten Nebel ab; es war zu tief angeflogen. Alle 96 an Bord Befindlichen starben dabei, darunter der polnische Präsident Lech Kaczyński, der damalige Kommandeur der polnischen Luftstreitkräfte Andrzej Błasik und zahlreiche weitere hochrangige Polen (siehe Flugunfall von Smolensk 2010). Błasiks Nachfolger wurde Lech Majewski. Als Ersatz für die verunglückte Maschine ist in den kommenden Jahren die Beschaffung von Flugzeugen des Typs Gulfstream 550 vorgesehen.
Im September 2022 unterzeichnete Polen den Vertrag zur Lieferung von 48 südkoreanischen KAI T-50, eine erste Tranche von 12 FA-50GF soll ab August 2023 bis Ende Jahr erfolgen, um möglichst rasch die alternde Luftwaffe Polens zu erneuern. Ab 2025 sollen dann die moderneren, restlichen 36 FA-50PL bis 2028 geliefert werden. Die modernisierte Version lässt sich luftbetanken, soll einen Radar mit aktiver elektronischer Strahlschwenkung besitzen und eine größere Auswahl der Luft-Boden- und Luft-Luft-Waffen erlauben. Die T-50 soll die F-16 Fighting Falcon ergänzen und die Ausbildung der Piloten für den Lockheed Martin F-35 optimieren.

## Gliederung
Die höchste Militärbehörde der polnischen Luftstreitkräfte ist der Generalstab der Polnischen Armee (Sztab Generalny Wojska Polskiego (SG WP)) in Warschau. Dem Generalstab unterstehen zwei eigenständige Kommandos. Das Allgemeine Kommando der Polnischen Streitkräfte (Dowództwo Generalne Rodzajów Sił Zbrojnych (DG RSZ)) ist mit der Bereitschaft der Kräfte beauftragt. Das Inspektorat der Luftstreitkräfte untersteht dieser Behörde. Das Einsatzführungskommando der Polnischen Streitkräfte (Dowództwo Operacyjne Rodzajów Sił Zbrojnych (DO RSZ)) ist für die Militäroperationen zuständig, diesem untersteht das Zentrum für Luftoperationen. 
Ministerium der Nationalen Verteidigung (Ministerstwa Obrony Narodowej (MON)) (Warschau)
- Generalstab der Polnischen Armee (Sztab Generalny Wojska Polskiego (SG WP)) (Warschau)
  - Allgemeines Kommando der Polnischen Streitkräfte (Dowództwo Generalne Rodzajów Sił Zbrojnych (DG RSZ))[5]
    - Inspektorat der Luftstreitkräfte (Inspektorat Sił Powietrznych)

  - Einsatzführungskommando der Polnischen Streitkräfte (Dowództwo Operacyjne Rodzajów Sił Zbrojnych (DO RSZ))[6]
    - Zentrum für Luftoperationen - Kommando der Luftkomponente (Centrum Operacji Powietrznych – Dowództwo Komponentu Powietrznego (COP - DKP))

Die Luftwaffenverbände sind dem Allgemeinen Kommando der Polnischen Streitkräfte unterstellt. Nach Bedarf werden Einheiten von denen dem Einsatzführungskommando der Polnischen Streitkräfte unterstellt und in der Luftkomponente für Operationen integriert.
Die Polnischen Luftstreitkräfte sind in drei Truppengattungen verteilt:
- Fliegertruppen (Wojsk Lotniczych) - werden in Flügeln (Skrzydło, Brigadenäquivalente), Luftstützpunkten (Baza lotnycztwa, deutschen Luftwaffengeschwadern entsprechend) und Geschwadern (Eskadra, deutschen Luftwaffenfliegerstaffeln entsprechend) organisiert. Zum Jahr 2017 verfügen die Fliegertruppen der Polnischen Luftstreitkräfte über zwei taktische Fliegerflügel, ein Transportfliegerflügel sowie ein Ausbildungsfliegerflügel.
- Fliegerabwehrtruppen (Wojsk Obrony Przeciwlotniczej) - werden in Brigaden (Brygada) und Abteilungen (Dywizjon) organisiert.
- Radiotechnische Truppen (Wojsk Radiotechnicznych) - werden in Brigaden (Brygada) und Bataillone (Batalion) organisiert.

Die Logistiktruppen der Polnischen Streitkräfte sind in einer teilstreitkraftübergreifenden Organisation, ähnlich der deutschen Streitkräftebasis – dem Unterstützungsinspektorat der Streitkräfte (Inspektorat Wsparcia Sił Zbrojnych), organisiert. Die Ausbildungseinrichtungen für die polnischen Luftstreitkräfte sind organisatorisch im Verteidigungsministerium direkt eingegliedert.

### Einsatzführungskommando
Einsatzführungskommando der Polnischen Streitkräfte (Dowództwo Operacyjne Rodzajów Sił Zbrojnych (DO RSZ))
- Zentrum für Luftoperationen - Kommando der Luftkomponente (Centrum Operacji Powietrznych – Dowództwo Komponentu Powietrznego (COP - DKP)) (Warschau-Pyry)
  - Mobile Einsatzführungseinheit für Luftoperationen (Mobilna Jednostka Dowodzenia Operacjami Powietrznymi - Poznań-Babki) (Poznań-Babki Luftstützpunkt)
  - 22. Kommandozentrale und Leitstelle Tadeusz Henryk Rolski - Bydgoszcz (22. Ośrodek Dowodzenia i Naprowadzania im. płk pil. Tadeusza Henryka Rolskiego - Bydgoszcz) (Luftstützpunkt Bydgoszcz)
  - 1. Regionale Kommandozentrale und Leitstelle „Brigadegeneral Pilot Stanisław Skalski“ (1. Regionalny Ośrodek Dowodzenia i Naprowadzania im. gen. bryg. pil. Stanisława Skalskiego - Kraków-Balice) (Kraków-Balice Luftstützpunkt)
  - 1. Lufteinsatzkoordinierungszentrum (1. Centrum Koordynacji Operacji Powietrznych - Gdynia) (Gdynia Marinestützpunkt)
  - 2. Lufteinsatzkoordinierungszentrum (2. Centrum Koordynacji Operacji Powietrznych - Kraków)
  - 4. Lufteinsatzkoordinierungszentrum (4. Centrum Koordynacji Operacji Powietrznych - Szczecin)
- einzelne polnische Militärkontingente (Polskie Kontyngenty Wojskowe (PKW)) nach Operationen

### Allgemeines Kommando
Allgemeines Kommando der Polnischen Streitkräfte (Dowództwo Generalne Rodzajów Sił Zbrojnych (DG RSZ)) (Warschau)
- Inspektorat der Luftstreitkräfte (Inspektorat Sił Powietrznych)[7]
  - 1. Taktisches Fliegergeschwader (1. Skrzydło Lotnictwa Taktycznego) (Świdwin)
    - 12. Luftstützpunkt für unbemannte Luftfahrzeuge (12. Baza Bezzałogowych Statków Powietrznych) (Mirosławiec)
      - Luftaufklärungsabteilung (Dywizjon Rozpoznania Powietrznego)
        - Mini-UAV Staffel (Eskadra Mini-BSR, Orbiter UAV)
        - UAV Staffel (Eskadra BSR, Aerostar UAV)

    - 21. Taktischer Luftstützpunkt (21. Baza Lotnictwa Taktycznego) (Świdwin)
      - Fliegerische Gruppe (Grupa Działań Lotniczych)
        - (8. Eskadra Lotnictwa Taktycznego) - Su-22M4/UM3K
        - (40. Eskadra Lotnictwa Taktycznego) - Su-22M4/UM3K

      - Fliegertechnische Gruppe (Grupa Obsługi)
      - Unterstützungsgruppe (Grupa Wsparcia)

    - 22. Taktischer Luftstützpunkt „Brigadegeneral Pilot Stanisław Skalski“ (22. Baza Lotnictwa Taktycznego im. gen. bryg. pil. Stanisława Skalskiego) (Malbork)
      - Fliegerische Gruppe (Grupa Działań Lotniczych)
        - 41. Taktische Fliegerstaffel (41. Eskadra Lotnictwa Taktycznego) - MiG-29/UB (ex-Luftwaffe)

      - Fliegertechnische Gruppe (Grupa Obsługi)
      - Unterstützungsgruppe (Grupa Wsparcia)

    - 23. Taktischer Luftstützpunkt (23. Baza Lotnictwa Taktycznego) (Mińsk Mazowiecki)
      - Fliegerische Gruppe (Grupa Działań Lotniczych)
        - 1. Taktische Fliegerstaffel (1. Eskadra Lotnictwa Taktycznego) - MiG-29/UB

      - Fliegertechnische Gruppe (Grupa Obsługi)
      - Unterstützungsgruppe (Grupa Wsparcia)

  - 2. Taktisches Fliegergeschwader (2. Skrzydło Lotnictwa Taktycznego) (Poznań)
    - 31. Taktischer Luftstützpunkt (31. Baza Lotnictwa Taktycznego) (Poznań-Krzesiny)
      - Fliegerische Gruppe (Grupa Działań Lotniczych)
        - 3. Taktische Fliegerstaffel (3. Eskadra Lotnictwa Taktycznego) - F-16C/D Block-52+
        - 6. Taktische Fliegerstaffel (6. Eskadra Lotnictwa Taktycznego) - F-16C/D Block-52+

      - Fliegertechnische Gruppe (Grupa Obsługi)
      - Unterstützungsgruppe (Grupa Wsparcia)

    - 32. Taktischer Luftstützpunkt (32. Baza Lotnictwa Taktycznego) (Łask)
      - Fliegerische Gruppe (Grupa Działań Lotniczych)
        - 10. Taktische Fliegerstaffel (10. Eskadra Lotnictwa Taktycznego) - F-16C/D Block-52+

      - Fliegertechnische Gruppe (Grupa Obsługi)
      - Unterstützungsgruppe (Grupa Wsparcia)

    - 16. Jarociner Flugfeldreparaturbataillon „Brigadegeneral Stanisław Taczak“ (16. Jarociński Batalion Remontu Lotnisk im. gen. bryg. Stanisława Taczaka) (Jarocin)
    - Garnisonskommandatur Posen (Komenda Garnizonu - Poznań)

  - 3. Lufttransport-Geschwader (3. Skrzydło Lotnictwa Transportowego) (Powidz)
    - 1. Transportluftstützpunkt (1. Baza Lotnictwa Transportowego) (Warschau)
      - Fliegerische Gruppe (Grupa Działań Lotniczych)
        - Hubschrauberstaffel (Eskadra Śmigłowców) - Mi-8S/T, PZL W-3P/WA Sokol

      - Fliegertechnikwartungsgruppe (Grupa Obsługi Technicznej)
      - Unterstützungsgruppe (Grupa Wsparcia)

    - 8. Transportluftstützpunkt „Oberst Pilot Stanisław Jakub Skarżyńskie“ (8. Baza Lotnictwa Transportowego im. płk pil. Stanisława Jakuba Skarżyńskiego) (Kraków-Balice)
      - Fliegerische Gruppe (Grupa Działań Lotniczych)
        - 12. Fliegerstaffel (12. Eskadra Lotnicza) - PZL M-28TD
        - 13. Fliegerstaffel (13. Eskadra Lotnicza) - CASA C295M

      - Fliegertechnische Gruppe (Grupa Obsługi)
      - Unterstützungsgruppe (Grupa Wsparcia)
      - Flughafenkommandatur Wrocław (Komenda Obsługi Lotniska Wrocław) (Wrocław)

    - 33. Transportluftstützpunkt (33. Baza Lotnictwa Transportowego) (Powidz)
      - Fliegerische Gruppe (Grupa Działań Lotniczych)
        - 14. Fliegerstaffel (14. Eskadra Lotnicza) - C-130E, PZL M-28TD
        - 7. Spezialeinsatzstaffel (7. Eskadra Działań Specjalnych) - Mi-24D, Mi-17-1V

      - Fliegertechnische Gruppe (Grupa Obsługi)
      - Unterstützungsgruppe (Grupa Wsparcia)
      - Flughafenkommandatur Bydgoszcz (Komenda Obsługi Lotniska Bydgoszcz) (Flughafen Bydgoszcz)

    - 1. Kampfsuch- und Rettungsgruppe (1. Grupa Poszukiwawczo-Ratownicza) (Świdwin) - W-3RL Sokol
    - 2. Kampfsuch- und Rettungsgruppe (2. Grupa Poszukiwawczo-Ratownicza) (Mińsk Mazowiecki) - W-3RL Sokol
    - 3. Kampfsuch- und Rettungsgruppe (3. Grupa Poszukiwawczo-Ratownicza) (Kraków-Balice) - Mi-8RL

  - 4. Fliegerisches Ausbildungsgeschwader „Brigadegeneral Pilot Witold Urbanowicz“ (4. Skrzydło Lotnictwa Szkolnego im. gen. bryg. pil. Witolda Urbanowicza) - (Dęblin)
    - 41. Ausbildungsluftstützpunkt „Major Pilot Eugeniusz Horbaczewski“ (41. Baza Lotnictwa Szkolnego im. mjr pil. Eugeniusza Horbaczewskiego) (Dęblin)
      - Fliegerische Gruppe (Grupa Działań Lotniczych) - M-346A, PZL TS-11, PZL SW-4, Mi-2
      - Fliegertechnikwartungsgruppe (Grupa Obsługi Technicznej)
      - Unterstützungsgruppe (Grupa Wsparcia)

    - 42. Ausbildungsluftstützpunkt „Hauptmann Pilot Franciszk Żwirki und Ingenieur Stanisław Wigury“ (42. Baza Lotnictwa Szkolnego im. kpt. pil. Franciszka Żwirki i inż. Stanisława Wigury) (Radom-Sadkow)
      - Fliegerische Gruppe (Grupa Działań Lotniczych) - PZL-130TC-1/TC-2, PZL M-28TD
      - Fliegertechnikwartungsgruppe (Grupa Obsługi Technicznej)
      - Unterstützungsgruppe (Grupa Wsparcia)

    - Militärisches Trainings- und Konditionsionzentrum „Gronik“ (Wojskowy Ośrodek Szkoleniowo-Kondycyjny "Gronik") (Zakopane)
    - Ausbildungszentrum der Höhenrettungs- und Fallschirmtruppe der Luftwaffe (Ośrodek Szkolenia Wysokościowo-Ratowniczego i Spadochronowego Sił Powietrznych) - Poznań-Krzesiny

  - 3. Warschauer Fliegerabwehrlenkflugkörperbrigade (3. Warszawska Brygada Rakietowa Obrony Powietrznej) (Sochaczew-Bielice)
    - 38. Sochaczewer Unterstützungsabteilung „Major Feliks Kozubowski“ (38. Sochaczewski Dywizjon Zabezpieczenia OP im. mjr Feliksa Kozubowskiego) (Sochaczew-Bielice)
    - 32. Wieliszewsker Fliegerabwehrlenkflugkörperabteilung „Divisionsgeneral Gustaw Konstanty Orlicz-Dreszer“ (32. Wieliszewski Dywizjon Rakietowy OP im. gen. dyw. Gustawa Konstantego Orlicz-Dreszera) (Olszewnica Stara)
    - 33. Fliegerabwehrlenkflugkörperabteilung (33. Dywizjon Rakietowy OP) (Gdynia-Grabówek)
    - 34. Schlansker Fliegerabwehrlenkflugkörperabteilung (34. Śląski Dywizjon Rakietowy OP) (Bytom)
    - 35. Skwierzynische Fliegerabwehrlenkflugkörperabteilung (35. Skwierzyński Dywizjon Rakietowy OP) (Skwierzyna)
    - 36. Fliegerabwehrlenkflugkörperabteilung (36. Dywizjon Rakietowy OP) (Mrzeżyno)
    - 37. Sochaczewische Fliegerabwehrlenkflugkörperabteilung (37. Sochaczewski Dywizjon Rakietowy OP) (Sochaczew-Bielice)

  - 3. Breslauer Radiotechnische Brigade (3. Wrocławska Brygada Radiotechniczna) (Wrocław)
    - 3. Sandomiersisches Radiotechnisches Bataillon (3. Sandomierski Batalion Radiotechniczny) (Sandomierz)
    - 8. Lipowiecisches Radiotechnisches Bataillon (8. Szczycieński Batalion Radiotechniczny) (Lipowiec)
    - 34. Niederschlesisches Radiotechnisches Bataillon (31. Dolnośląski Batalion Radiotechniczny) (Wrocław)
    - 34. Chojnicesches Radiotechnisches Bataillon (34. Chojnicki Batalion Radiotechniczny) (Chojnice)
    - Garnisonskommandatur Breslau (Komenda Garnizonu Wrocław) (Wrocław)

  - 1. Grójecer Radioelektronisches Zentrum „Oberstleutnant Jan Kowalewski“ (1. Grójecki Ośrodek Radioelektroniczny im. ppłk Jana Kowalewskiego) (Grójec)
- Luftwaffendienste unter dem Verteidigungsministerium:
  - Hauptdirektion des Hydrometeorologischen Dienstes der Polnischen Streitkräfte (Szefostwo Służby Hydrometeorologicznej Sił Zbrojnych RP) (Warschau)
  - Hauptdirektion des Militärflugverkehrskontrolldienstes der Polnischen Streitkräfte (Szefostwo Służby Ruchu Lotniczego Sił Zbrojnych RP) (Warschau)
- Ausbildungseinrichtungen unter dem Verteidigungsministerium:
  - Höhere Offiziersschule der LSK (Wyższa Szkoła Oficerska Sił Powietrznych) (Dęblin)
  - Unteroffiziersschule der LSK (Szkoła Podoficerska Sił Powietrznych) (Dęblin)
  - Luftfahrttechnisches Ausbildungszentrum (Centrum Szkolenia Inżynieryjno-Lotniczego) (Dęblin)
  - Ausbildungszentrum der LSK „Romuald Traugutt“ (Centrum Szkolenia Sił Powietrznych im. Romualda Traugutta) (Koszalin)

## Kunstflugteams
- Orlik Aerobatic Team
- Biało-Czerwone Iskry
- Scorpion Aerobatic Team

## Aktuelle Fluggeräte
| Flugzeug                      | Foto             | Herkunft                 | Typ                                      | Version                                       | In Dienst      | Anmerkungen |
| Kampfflugzeuge                | Kampfflugzeuge   | Kampfflugzeuge           | Kampfflugzeuge                           | Kampfflugzeuge                                | Kampfflugzeuge | Kampfflugzeuge |
| ----------------------------- | ---------------- | ------------------------ | ---------------------------------------- | --------------------------------------------- | -------------- | --- |
| Lockheed Martin F-16 Jastrząb |                  | Vereinigte Staaten       | Mehrzweck-Kampfflugzeug                  | Gesamt: F16C bl 52+ F16D bl 52+               | 48 36 12       | |
| Lockheed Martin F-35          |                  | Vereinigte Staaten       | Tarnkappen-Mehrzweck-Kampfflugzeug       | F-35A                                         | 4/32           | Im Januar 2020 bestellte Polen 32 dieser Stealth-Jets mit der Option für 32 weitere. Gesamt: 64 F35                                                       |
| MiG-29                        |                  | Sowjetunion              | Mehrzweck-Kampfflugzeug                  | Gesamt: MiG-29A/G MiG-29UB/GT                 | 18 14 4        | 2023 wurden 10 Mig-29 an die Ukraine verschenkt Eine Maschine wurde 2018 bei einem Absturz zerstört. Alle Mig-29 werden 2028 an die Ukraine verschenkt.   |
| Suchoi Su-22                  |                  | Sowjetunion              | Bomber                                   | Gesamt: Su-22M4K Su-22UM3K                    | 12 10 2        | Ausgemustert. Werden für Combat Training genutzt. |
| KAI T-50                      |                  | Südkorea                 | Leichtes Kampfflugzeug                   | Gesamt: FA-50GF FA-50PL                       | 12/48          | 48 Exemplare bestellt, die ersten FA-50GF wurden im August 2023 ausgeliefert.                                                                             |
| Transportflugzeuge            |                  |                          |                                          |                                               |                | |
| CASA C-295M                   |                  | Spanien                  | Transportflugzeug                        | C-295M                                        | 18             | 1 verunglückt am 24. Januar 2008 |
| C-130 Hercules                |                  | Vereinigte Staaten       | Transportflugzeug                        | Gesamt: C-130E C-130H                         | 10 5           | Polen erhielt fünf C-130H von der US Air Force |
| PZL M28B Bryza                |                  | Polen                    | Verbindungsflugzeug                      | Bryza M28B Bryza M28PT/GC                     | 24             | [ 11 ] |
| Schulflugzeuge                |                  |                          |                                          |                                               |                | |
| PZL TS-11 Iskra               |                  | Polen                    | Strahltrainer                            |                                               | 8              | Iskra Demo Team |
| PZL-130 Orlik                 |                  | Polen                    | Trainer                                  | TC-II Advanced                                | 28             | [ 12 ] |
| Alenia Aermacchi M-346        |                  | Italien                  | Strahltrainer                            |                                               | 16             | Können auch als modernes Erdkampfflugzeug eingesetzt werden. Modernisierung der ersten zwölf und Nachbestellung weiterer vier Stück im Dezember 2018.     |
| VIP-Fluggeräte                |                  |                          |                                          |                                               |                | |
| Gulfstream G550               |                  | Vereinigte Staaten       | VIP                                      | G550                                          | 2              | Der Stückpreis beträgt knapp 50 Millionen US-Dollar. |
| Boeing 737                    |                  | Vereinigte Staaten       | VIP                                      | 737-800NG 737-BBJ2                            | 1/3            | Es wurden 3 Flugzeuge gekauft, eines in der 800-NG-Version und zwei BBJ2. Das erste wurde 2017 abgeholt, der Rest soll bis November 2020 geliefert werden |
| PZL W-3                       |                  | Polen                    | VIP                                      | W-3 Sokół                                     | 7              | |
| Mil Mi-8                      |                  | Sowjetunion              | VIP                                      | Mi-8S                                         | 2              | Totalverlust eines Mi-8 am 4. Dezember 2003 nahe Warschau (Ministerpräsident Leszek Miller überlebte)                                                     |
| Hubschrauber                  |                  |                          |                                          |                                               |                | |
| PZL SW-4 Puszczyk             |                  | Polen                    | Leichter Hubschrauber                    |                                               | 24             | |
| PZL W-3 Sokół                 |                  | Polen                    | Mehrzweck-Hubschrauber                   | W-3T W-3P W-3RL W-3WA W-3WA SAR               | 17             | [ 16 ] |
| Mil Mi-2                      |                  | Polen                    | Mehrzweck-Hubschrauber                   | RL P T D R URP-G Sz                           | 17             | [ 17 ] |
| Mil Mi-8/17                   |                  | Russland Sowjetunion     | Transport-Hubschrauber                   | Mi-17-1W Mi-8/17 RL Mi-8P/SAR Mi-8S Mi-8T/SAR | 12             | [ 18 ] |
| UH-60                         | S-70i Black Hawk | Polen Vereinigte Staaten | Mehrzweck-Hubschrauber\ Spezialeinheiten | S-70i                                         | 12             | [ 19 ] |

Im Rahmen des Strategic-Airlift-Capability-Programms werden von Polen und den anderen Teilnehmerstaaten zudem drei C-17 Globemaster III betrieben, die für den militärischen strategischen Lufttransport genutzt werden können. Im Juli 2023 hat Polen bei Saab zwei Saab 340-Airborne Warning and Control System bestellt.

## Stützpunkte
- 1 Baza Lotnicza – Warschau
- 3 Baza Lotnicza – Breslau
- 6 Baza Lotnicza – Dęblin – Offiziershochschule
- 8 Baza Lotnicza – Krakau
- 12 Baza Lotnicza – Mirosławiec
- 21 Baza Lotnicza – Świdwin
- 22 Baza Lotnicza – Malbork
- 23 Baza Lotnicza – Mińsk Mazowiecki
- 31 Baza Lotnictwa Taktycznego – Poznań-Krzesiny, Stützpunkt von Kampfflugzeugen für Umschulung und Bodenangriff (F-16), 3. und 6. Staffel des 2. Taktischen Luftgeschwaders
- 32 Baza Lotnicza – Łask, Stützpunkt von Kampfflugzeugen für QRA-Aufgaben (F-16), 10. Staffel des 2. Taktischen Luftgeschwaders
- 33 Baza Lotnicza – Powidz, Stützpunkt von Transportfliegern (C-130), 14. Luftstaffel, 7. Staffel Spezielle Aktionen (7 Eskadra Działań Specjalnych)
- 43 Baza Lotnicza – Gdynia
- 44 Baza Lotnicza – Siemirowice